# USS Biddle (DD-151)
USS Biddle (DD–151) là một tàu khu trục thuộc lớp Wickes của Hải quân Hoa Kỳ trong giai đoạn Chiến tranh Thế giới thứ nhất, sau được cải biến thành tàu phụ trợ AG-114 vào giai đoạn cuối của Chiến tranh Thế giới thứ hai. Nó là chiếc tàu chiến thứ hai của Hải quân Hoa Kỳ được đặt tên theo Đại tá Hải quân Nicholas Biddle (1750-1778).

## Thiết kế và chế tạo
Biddle được đặt lườn vào ngày 22 tháng 4 năm 1918 tại xưởng tàu của hãng William Cramp & Sons ở Philadelphia, Pennsylvania. Nó được hạ thủy vào ngày 3 tháng 10 năm 1918, được đỡ đầu bởi cô Elise B. Robinson cháu gái năm đời của Đại tá Biddle, và được đưa ra hoạt động vào ngày 22 tháng 4 năm 1919 dưới quyền chỉ huy của Hạm trưởng, Trung tá Hải quân C. T. Blackburn.

## Lịch sử hoạt động
Sau khi được đưa vào hoạt động, Biddle thực hiện một chuyến đi đến Địa Trung Hải, và quay về New York vào ngày 1 tháng 7 năm 1920. Sau khi được phân về Đội khu trục 48 trực thuộc Hạm đội Đại Tây Dương, nó hoạt động dọc theo vùng bờ Đông Hoa Kỳ cho đến khi được cho xuất biên chế tại Xưởng hải quân Philadelphia vào ngày 20 tháng 6 năm 1922.
Nó bị cho bỏ không cho đến khi được cho nhập biên chế trở lại vào ngày 16 tháng 10 năm 1939. Cho đến tháng 11 năm 1940, nó hoạt động tuần tra cùng với Đội khu trục 66 trực thuộc Hải đội Đại Tây Dương và nhiệm vụ huấn luyện cùng sĩ quan Hải quân Dự bị. Nó tiến hành tuần tra tại vùng biển Caribe theo lệnh của Tư lệnh Quân khu Hải quân 15 từ tháng 11 năm 1940 đến tháng 5 năm 1941, rồi gia nhập trở lại Đội khu trục 66 để tuần tra ngoài khơi Key West, Florida.
Biddle trải qua giai đoạn từ tháng 3 năm 1942 đến tháng 2 năm 1945 làm nhiệm vụ hộ tống vận tải tại vùng biển Caribe, trừ hai giai đoạn ngắn. Nó tham gia vào Đội đặc nhiệm 2 chống tàu ngầm từ ngày 18 tháng 1 đến ngày 27 tháng 2 năm 1944, và hộ tống một đoàn tàu vận tải đến Bắc Phi từ ngày 24 tháng 3 đến ngày 11 tháng 5 năm 1944. Trong giai đoạn sau, từ ngày 11 đến ngày 12 tháng 4, đang khi đánh trả các cuộc không kích, bảy người trong số thủy thủ đoàn của nó đã bị thương do hỏa lực càn quét của máy bay Đức.
Biddle hoạt động ngoài khơi vùng bờ Đông từ tháng 3 đến tháng 7 năm 1945 cho nhiệm vụ thực hành huấn luyện cùng các xuồng phóng lôi. Nó được xếp lại lớp như một tàu phụ trợ với ký hiệu lườn AG-114 vào ngày 30 tháng 6 năm 1945, và đi đến Xưởng hải quân Boston vào ngày 15 tháng 7 để được cải biến. Công việc cải tạo hoàn tất đúng lúc Nhật Bản đầu hàng, và nó tiếp tục ở lại Boston cho đến khi được cho ngừng hoạt động vào ngày 5 tháng 10 năm 1945 và bị bán để tháo dỡ vào ngày 3 tháng 12 năm 1946.

## Phần thưởng
Biddle được tặng thưởng một Ngôi sao Chiến trận do thành tích phục vụ trong Thế Chiến II.